# Organizzazione per la cooperazione delle ferrovie
L'Organizzazione per la cooperazione delle ferrovie (OSJD or OSShD) (in russo Организация Сотрудничества Железных Дорог - ОСЖД?, Organizatsija Sotrudnichjestva Jeljeznyh Dorog - OSJD) è un'organizzazione internazionale istituita come equivalente dell'Union internationale des chemins de fer (UIC), per creare ed aumentare il coordinamento del trasporto ferroviario internazionale, specialmente tra Europa ed Asia.
L'organizzazione ha contribuito all' sviluppo della cooperazione tra le compagnie ferroviarie e con altre organizzazioni internazionali.
I membri dell'organizzazione ha codificato un sistema di leggi internazioni in materia di trasporto.

## Storia
stati membri SMGS 
     stati osservatori SMGS 
     solo i membri OTIF 
     stati membri OTIF e SMGS 
     solo i membri SMGS

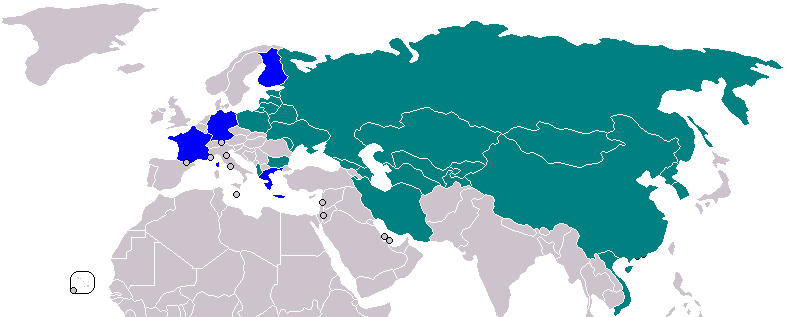
stati membri SMGS
stati osservatori SMGS

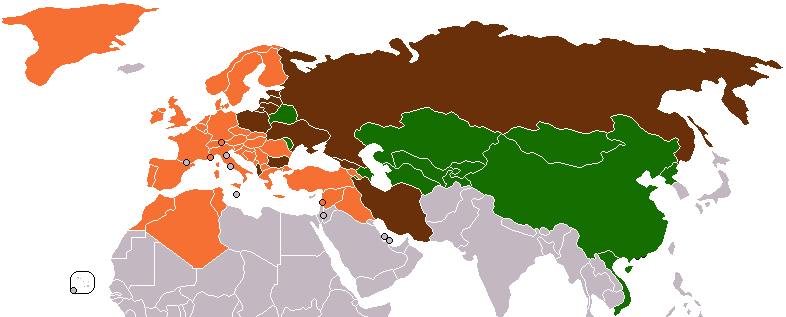
solo i membri OTIF
stati membri OTIF e SMGS
solo i membri SMGS

Durante la conferenza organizzata a Sofia (Bulgaria) il 28 giugno 1956, i ministri competenti per il trasporto ferroviario dei paesi del cosiddetto Blocco orientale (Albania, Bulgaria, Ungheria, Vietnam, Germania dell'est, Cina, Corea del nord, Mongolia, Polonia, Romania, Unione Sovietica e Cecoslovacchia) decisero di istituire una speciale organizzazione intergovernativa per il trasporto ferroviario internazionale, la cui sede fu stabilita a Varsavia (Polonia) dal 1º settembre 1957.
Contrariamente ai paesi dell'Europa occidentale, i collegamenti ferroviari dei membri dell'OSJD sono caratterizzati da lunghi percorsi (da 8000 a 10.000 km), differenti zone climatiche e due tipologie di scartamento dei binari: 1.520 mm (4 ft 11 27⁄32 in) and 1.435 mm (4 ft 8 1⁄2 in). Concentrandosi sulla risoluzione collettiva dei problemi ferroviari, il ruolo dell'OSShD si è sviluppato con le nuove frontiere degli aumentati tempi di trasporto delle merci.
I trasporti ferroviari tra Europa ed Asia sono disciplinati da differenti regolamentazioni rispetto a quelli dell'Europa occidentale, che includono: l'Accordo sul trasporto internazionale diretto di passeggeri e bagagli per ferrovia (SMPS), l'Accordo sul trasporto internazionale diretto di beni per ferrovia (SMGS), le Regole di uso reciproco dei vagoni nel traffico internazionale (PPW), le Procedure di regolamento applicate all'accordo sul trasporto internazionale diretto di passeggeri e bagagli per ferrovia (MPS) e l'Accordo sul trasporto internazionale diretto di beni per ferrovia (MGS).
L'OSJD ha inoltre implementato la compatibilità tecnica, legale e tariffaria tra i propri membri ed i sistemi di trasporto in Europa.
Nel 1990 l'OSJD consisteva di 13 paesi membri (Albania, Bulgaria, Ungheria, Vietnam, Germania orientale, Cina, Corea del nord, Cuba, Mongolia, Polonia, Romania, Unione Sovietica e Cecoslovacchia). Nel 1992 entrarono a farne parte 6 nuovi stati indipendenti (Bielorussia, Lettonia, Lituania, Estonia, Moldavia ed Ucraina), mentre la riunificazione tedesca influenzò la partecipazione degli ex tedeschi orientali della Deutsche Reichsbahn, che presero lo status di osservatori.
Nel 1992 si tenne una nuova conferenza ad Ulan Bator (Mongolia) che creò la Conferenza dei direttori generali delle ferrovie, la quale incoraggiò l'ingresso tra il 1993 e 1995 di altri 7 stati: Azerbaigian, Georgia, Kazakistan, Kirghizistan, Uzbekistan, Tagikistan e Turkmenistan, portando a 24 il numero totale degli stati membri.
Nel 1997 divenne membro l'Iran, mentre Germania, Francia, Grecia e Finlandia furono ammessi come osservatori insieme a 17 partner commerciali tra cui Siemens, Alcatel, Plasser & Theurer, Intercontainer-Interfrigo, Kolmex e TransManche Link/Eurotunnel.

## Attività

### Trasporto di merci tra Europa ed Asia
L'obiettivo principale dell'OSJD è il programma di sviluppo per perfezionare le ferrovie tra Europa ed Asia. L'organizzazione ritiene che l'aumento del volume del trasporto possa essere raggiunto sia attraverso investimenti diretti in attrezzature tecniche sia con la razionalizzazione ed il miglioramento delle procedure e dei servizi esistenti. Le principali disposizioni del programma furono presentate in diverse conferenze internazionali e pubblicate nella rivista Schienen der Welt (Rotaie del mondo) nel 4° numero del 1995. I volumi di trasporto delle merci e dei passeggeri tra l'Europa e l'Asia e i principali flussi ferroviari furono definiti nell'ambito dell'attuazione di questo programma, tenendo conto delle attività svolte in Europa da UIC, ONU, Commissione per i trasporti terrestri ECEe il programma della rete ferroviaria transeuropea.

### Percorsi
- Nel 1994 i ministri dei trasporti di Russia, Cina, Uzbekistan, Turkmenistan, Kirghizistan e Tagikistan approvarono il programma regionale di sviluppo ed uso delle ferrovie internazionali attraverso il punto di attraversamento del confine tra Druzhba (Kazakistan) e Alashankou (Cina) fino all'anno 2000.
- Nel 1995 i ministri dei trasporti di Bielorussia, Germania, Polonia e Russia firmarono un accordo di cooperazione per la modernizzazione, ricostruzione e sviluppo del corridoio ferroviario Berlino-Varsavia-Minsk-Mosca.
- Trasporto merci su ferrovia tra Nordcorea e Germania.

## Materiale

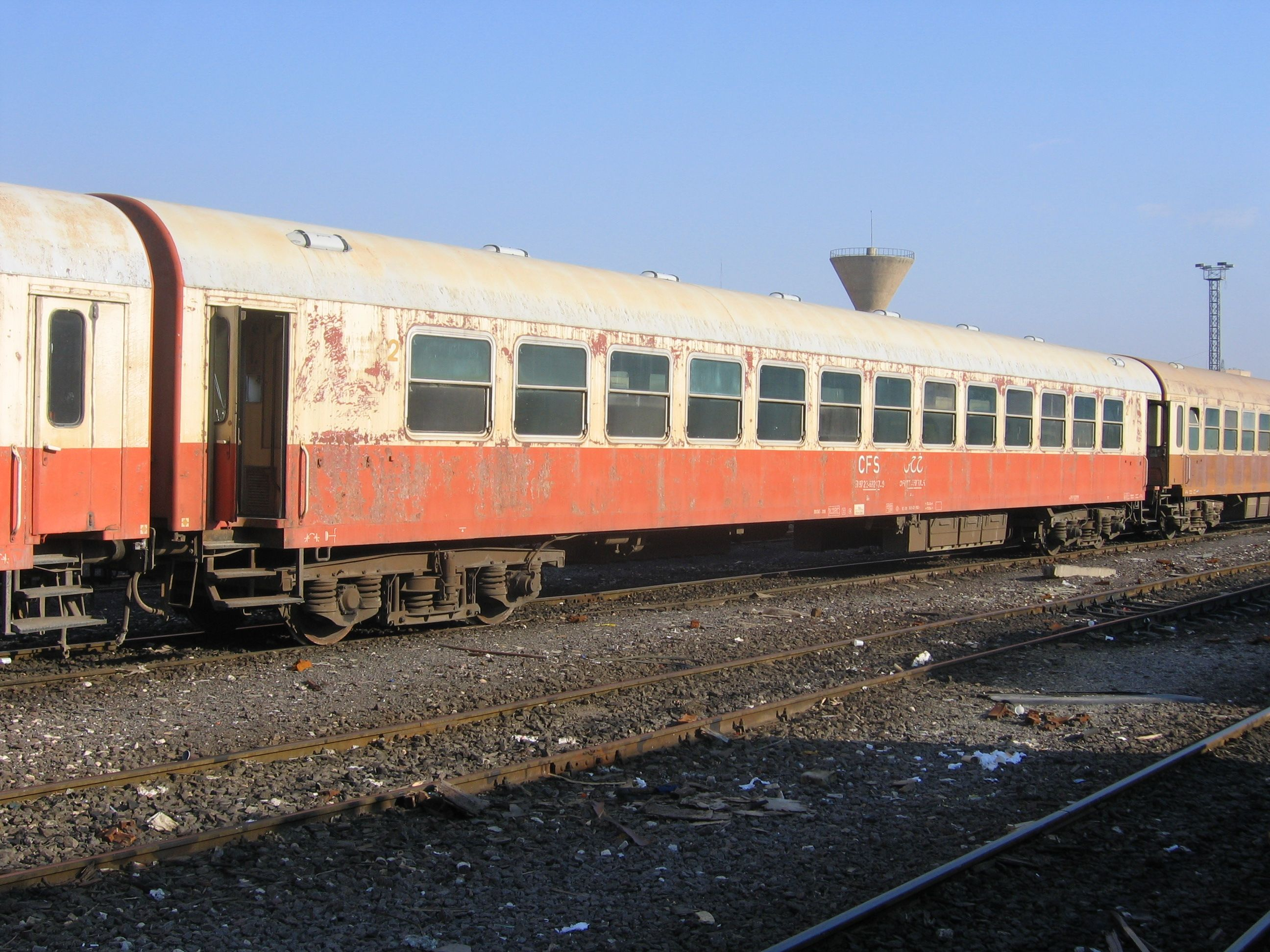
Vagone passeggeri OSJD-Y in uso presso le ferrovie della Siria, fabbricato nella Germania orientale

L'OSJD creò diversi standard tecnici, per consentire alle compagnie ferroviarie di attaccare i propri vagoni al materiale rotabile di altre compagnie.
L'organizzazione fu coinvolta per la specificazione comune delle ruote con scartamento variabile, progettate per l'uso sia nello scartamento da 1,435 mm e quello da 1,520 mm, oltre che per risolvere problemi sui differenti dispositivi di traino/spinta, freni, dimensione delle vetture ed altro.

### Vagoni
Nel 1962 la compagnia ferroviaria della Germania orientale Deutsche Reichsbahn introdusse una nuova generazione di carrozze da 24,5 metri a quattro assi, chiamate OSJD Tipo B (OSJD-B), su carrelli "Görlitz V".
Dal 1968 il progetto venne ulteriormente sviluppato per incontrare gli standard UIC e venne realizzato il vagone noto come OSJD-Y. Costruito dalla VEB Waggonbau Bautzen o VEB Waggonbau Görlitz in Germania Est, la carrozza 24,5 metri era caratteristica per la sua copertura superiore arcuata, rispetto alla parte superiore curva del Tipo-B. Fornito a tutti i membri dell'OSJD, la carrozzeria era la base per la maggior parte del materiale rotabile di molti membri dell'OSShD, oltre ad essere venduti ad altre aziende ferroviarie.

## Attuale attività
L'attuale attività dell'OSJD consiste in:
- specificazione d parametri tecnici per linee merci di alta qualità,
- conferma e semplificazione della regolamentazione legale sull procedure alle frontiere correlate al trasporto attraverso il continente Eurasiatico, termini di consegna, responsabilità finanziaria ed altro,
- creazione di condizioni competitive per l'accettazione ed il trasporto di grandi volumi di merci al fine di aumentare le condizioni finanziarie dei membri dell'organizzazione,
- sviluppo di nuove forme di trasporto delle merci che consentano prezzi competitivi in breve tempo.